# Bai Xianyong
Bai Xianyong (chiń. upr. 白先勇; chiń. trad. 白先勇; pinyin Bái Xiānyǒng; Wade-Giles Pai Hsien-yung, ur. 11 lipca 1937 w Guilin) – współczesny pisarz tajwański.

## Życiorys
Syn kuomintangowskiego generała Baia Chongxi (1893-1966). W trakcie chińskiej wojny domowej uciekł wraz z matką i rodzeństwem do Hongkongu, by w 1952 roku dołączyć do ojca na Tajwanie. Studiował anglistykę na Tajwańskim Uniwersytecie Narodowym w Tajpej. W latach 1958–1963 związany z grupą młodych literatów skupionych wokół czasopisma Xiandai wenxue, na łamach którego debiutował opowiadaniem Jin da nainai. 
W 1963 roku wyjechał do Stanów Zjednoczonych, gdzie studiował literaturoznawstwo na University of Iowa. Po obronieniu dyplomu w 1965 roku objął posadę profesora na Uniwersytecie Kalifornijskim w Santa Barbara, gdzie wykładał do 1994 roku. Do jego najważniejszych dzieł należą powieści Taibei ren (1971), opisująca losy zwolenników Kuomintangu którzy uciekli z komunistycznych Chin na Tajwan oraz Niezi (1983), osadzona w środowisku gejów z Tajpej. Jest też autorem zbiorów opowiadań Niuyue ke i Zhijiage zhi si, rozgrywających się w środowisku chińskiej diaspory w USA. Twórczość Bai Xianyonga, operująca zaczerpniętymi z nurtu zachodniego modernizmu środkami narracyjnymi, wywarła znaczny wpływ na powojenną prozę tajwańską.

## Wczesne lata
W czasie wojny z Japonią (1937-1945) wraz z rodziną przebywał w Chongqing. W roku 1946 przeniósł się do Szanghaju, gdzie uczęszczał do szkoły podstawowej Nanyang Model (南洋模范小学), potem do Kowloon Tong (九龙塘) w Hongkongu. W wieku 7 lat zdiagnozowano u niego gruźlicę, co sprawiło, że nie mógł uczęszczać do szkoły i znaczną część dzieciństwa spędził w samotności. Dopiero w 1952 roku po klęsce Kuomingtangu (中国国民堂) przeniósł się na Tajwan. 

## Lata późniejsze
W 1957 roku rozpoczął studiowanie literatury angielskiej, a po dwóch latach opublikował swoje pierwsze opowiadanie "Złota babcia" 《金大奶奶》w czasopiśmie Wenxue zazhi《文学杂志》
Wraz z przyjaciółmi w roku 1961 założył własne czasopismo - "Literatura współczesna" 《现代文学》, w którym zamieszczał znaczną część swoich dzieł.
Po śmierci matki w 1962 roku, opisanej w autobiograficznym artykule ”Patrząc nagle wstecz"《蓦然回首》, wyjechał do Stanów Zjednoczonych, aby na Uniwersytecie Iowa badać literaturę. W tym też czasie po raz ostatni widział się ze swoim ojcem. 
Po uzyskaniu tytułu magistra rozpoczął pracę jako nauczyciel języka i literatury chińskiej na Uniwersytecie Santa Barbara w Kalifornii.
W 2004 roku zbiór jego prac „Młodość” 《青春》 został opublikowany przez Guangxi Normal University Press w Chinach kontynentalnych. Zawarte w nim dzieła to m.in. "Tęsknota"《念想》i "Pawilon kolorowych piwonii" 《姹紫嫣红牡丹亭》.
17 grudnia 2015 r. otrzymał od prezydenta Republiki Chińskiej Ma Ying Jiu 马英九  medal Jingxing II klasy.
Od 2017 roku jest profesorem katedry Bowena na Chińskim Uniwersytecie w Hongkongu.

## Tematyka prac
Bai Xianyong zasłynął jako autor powieści "Niezi" 《孽子》(1983), która jako jedna z pierwszych podejmowała tematykę homoseksualizmu w społeczeństwie tajwańskim.
"Niezi" 《孽子》jest pierwszą chińską powieścią, która przedstawia zmagania życiowe w społeczności homoseksualistów wywodzących się ze szczególnego środowiska społeczno-historycznego. Opowiada ona historię młodych, homoseksualnych osób mieszkających w Tajpej w latach 70. XX w. W dużej mierze historia jest opowiedziana z punktu widzenia młodzieńca wyrzuconego z domu ojca. To opowieść o przetrwaniu i domaganiu się nowych form tożsamości, jak i o dyskryminacji społecznej. Jej bohaterowie nie tylko podważają opresyjne dyskursy, ale także synowską pobożność. W ten sposób przeciwstawiają się sile narzuconej przez społeczeństwo głównego nurtu.  W tradycji konfucjańskiej rodzina jest postrzegana jako najbardziej fundamentalna jednostka społeczna, dlatego też przedstawiona w powieści relacja ojciec-syn jest równie istotnym motywem. 
Jest to jedna z najważniejszych współczesnych prac chińskich ukazująca motyw homoseksualizmu z innej perspektywy. Porusza takie tematy jak wyrażanie tożsamości homoseksualnej, rozwiązanie problemów społecznych i konfliktów rodzinnych oraz specyficzną relację pomiędzy ojcem i synem. 
Szczególnie ważne jest ujęcie historii na Tajwanie w latach 70. XX wieku. W tym okresie Tajwan był środowiskiem zinstytucjonalizowanego patriarchatu i homofobii. Gdzie pod presją tradycyjnego społeczeństwa i jego konwencjonalności, Chińscy homoseksualiści są wyrzutkami i często wstydzą się ujawnienia swojej orientacji.
Autor sam przyznał się otwarcie do własnej orientacji. Można zatem domniemywać, że ujęte w powieści elementy relacji pomiędzy ojcem i synem mogą być opisem własnych uczuć i przeżyć.
Taipei People - “Ludzie z Tajpej" (臺北 人, 1971), to przełomowe dzieło chińskiego modernizmu, które łączy w sobie elementy tradycyjnej literatury chińskiej i eksperymentalne techniki modernistyczne.

## Główne dzieła autora
- 《夜曲》── "Nokturn" opublikowany w dodatku „Human” do China Times, 1979.
- 《孽子》── powieść „Niezi”《孽子》 zaczęła ukazywać się w pierwszym numerze wznowionego numeru „Literatury nowoczesnej” 《现代文学》 w 1977 roku.
- 《秋思》── „Autumn thoughts” - opublikowane w China Times, 1971. Zawarte w „Ludzie z Tajpej”.
- 《国葬》── „Pogrzeb państwowy” - 43. numer literatury współczesnej, 1971. Zawarte w „Ludzie z Tajpej”.
- 《花桥荣记》── opublikowane w 42. numerze literatury współczesnej, 1970. Zawarte w „Ludzie z Tajpej”.
- 《冬夜》── 41. numer literatury współczesnej, 1970. Zawarte w „Ludzie z Tajpej”.
- 《孤恋花》── 40. numer literatury współczesnej, 1970. Zawarte w „Ludzie z Tajpej”.
- 《满天里亮晶晶的星星》── 38. wydanie Modern Literature, 1969. Zawarte w „Ludzie z Tajpej”.。
- 《骨灰》—— zawarte w „The New Yorker”.
- 《Danny Boy》──zawarte w „The New Yorker”
- 《Tea of two》── zawarte w „The New Yorker”

## Adaptacje twórczości Bai Xianyonga
- Jade Love (玉卿嫂) (1986) reż. Chang Yi

- The Last Night of Madam Chin (金大班的最后一夜) (1984) reż. Ching-Jui Pai

- Outcasts (孽子) (1986) reż. Yu Jianping

- My Rice Noodle Shop (花桥荣记) (1998) reż. Yang Xie